# Józef Gniazdowski
Józef Gniazdowski (ur. 14 kwietnia 1891 w Skarżysku Kamiennej, zm. 4 września 1960 w Ostrowie Wielkopolskim) – pedagog, działacz społeczny.

## Życiorys
Po odzyskaniu przez Polskę niepodległości w 1920 r. był pomysłodawcą założenia w 1925 r. i pierwszym dyrektorem Szkoły Handlowej w Ostrowie Wielkopolskim. W 1929 r. Zarząd Miejski Ostrowa Wielkopolskiego powierzył Józefowi Gniazdowskiemu założenie Miejskiej Szkoły Gospodarstwa Domowego, w której po zorganizowaniu był dyrektorem w okresie 1929–1934. W 1932 r. był współzałożycielem Automobilklubu Ostrowskiego.

## Ordery i odznaczenia
- Srebrny Krzyż Zasługi (7 listopada 1929)[2]

## Upamiętnienie
Imię Józefa Gniazdowskiego nosi Zespół Szkół Ekonomicznych w Ostrowie Wielkopolskim.